# Синкретизам
Синкретизам је формирање теорије некритичким спајањем појмова, идеја, закона и чињеница које потичу из различитих теоријских система и које су међусобно некомпатибилне. У психологији појава карактеристична за ране ступњеве сазнајног развоја детета када се неке појаве и феномени, који су само перцептивно, просторно, временски, или, пак, само асоцијативно, субјективно повезани, сматрају за објективно, реално повезане.

## Друштвене и политичке улоге
Отворени синкретизам у народном веровању може показати културно прихватање странаца или претходне традиције, али „други“ култ може преживети или се инфилтрирати без овлашћене синкрезе. На пример, неки конверси су развили неку врсту култа за мученике-жртве шпанске инквизиције, уграђујући на тај начин елементе католичанства док му се одупиру.
Кушитски краљеви који су владали Горњим Египтом отприлике један век и целим Египтом отприлике 57 година, од 721. до 664. п. н. е., чинећи Двадесет пету династију у Манетоовој Египтици, развили су синкретичко богослужење које идентификује њиховог бога Дедуна са египатским Озирисом. Они су задржали то богослужење чак и након што су били протерани из Египта. Храм посвећен овом синкретичком богу, који је саградио кушитски владар Атланерса, откривен је у Џебел Баркалу.

## Религијски синкретизам
Религије могу имати синкретичке елементе у својим веровањима или историји, али присталице тако означених система често се мрско гледају при примени етикете, посебно присталице које припадају „откривеним“ религијским системима, као што су абрахамске религије, или било који систем који показује ексклузивистички приступ. Такве присталице понекад виде синкретизам као издају своје чисте истине. Овим резоновањем, додавање некомпатибилног веровања квари првобитну религију, чинећи је више неистинитом. Заиста, критичари синкретистичког тренда могу користити ту реч или њене варијанте као омаловажавајући епитет, као оптужбу која имплицира да они који желе да инкорпорирају нови поглед, веровање или праксу у религиозни систем изопачују првобитну веру. Неексклузивистички системи веровања, с друге стране, могу се осећати сасвим слободним да инкорпорирају друге традиције у своје. Кит Фердинандо примећује да је термин „синкретизам“ неухватљив, и да се може применити тако да се односи на замену или модификацију централних елемената религије веровањима или праксама које су унете однекуд. Последица такве дефиниције, према Фердинанду, може довести до фаталног „компромиса интегритета“ изворне религије.

## Културе и друштва
Према неким ауторима, „Синкретизам се често користи да опише производ великог наметања једне стране културе, религије или скупа пракси у односу на другу која је већ присутна.“ Други као што су Џери Х. Бентли, међутим, тврде да је синкретизам такође помогао у стварању културног компромиса. Он пружа прилику да се веровања, вредности и обичаји из једне културне традиције доведу у контакт и да се ангажују различите културне традиције. Таква миграција идеја је углавном успешна само када постоји резонанца између обе традиције. Иако, како је Бентли тврдио, постоје бројни случајеви у којима су експанзивне традиције добиле популарну подршку у страним земљама, то није увек тако.

### Дин-и Илахи
У 16. веку, могулски цар Акбар је предложио нову религију названу Дин-и Илахи („Божанска вера“) која је имала за циљ да споји неке од елемената религија његовог царства и на тај начин помири разлике које су делиле његове поданике. Дин-и Илахи је црпео елементе првенствено из ислама и хиндуизма, али и из хришћанства, џаинизма и зороастризма. Више је личио на култ личности него на религију, није имао свете списе, није имао свештеничку хијерархију и мање од 20 ученика, које је све лично одабрао Акбар. Такође је прихваћено да је политику сул-и-кул, која је чинила суштину Дин-и Илахија, усвојио Акбар као део опште царске административне политике. Сул-и-кул значи „универзални мир”.